# Andor Kraszna-Krausz
Andor Kraszna-Krausz (geboren als Andor Krausz 12. Januar 1904 in Szombathely, Österreich-Ungarn; gestorben 24. Dezember 1989 in Buckinghamshire) war ein ungarisch-britischer Filmkritiker und Fotograf, Redakteur von Photojournalen und Gründer des Verlags Focal Press.

## Leben
Andor Krausz war ein Sohn von Adolf Krausz und Iren Rosenberger. Er besuchte die Schule in seiner Heimatstadt, studierte Jura an der Universität Budapest und legte sich den Doppelnamen zu. Kraszna-Krausz besuchte dann die Staatliche Höhere Fachschule für Phototechnik in München um Filmtechnik zu studieren. Er begann als Filmpublizist zu arbeiten, zog nach Berlin und wurde 1925 Korrespondent der britischen Kulturzeitschrift Close Up. Er gründete 1926 die zweiwöchentliche Zeitschrift Filmtechnik: Filmkunst. Zeitschrift für alle künstlerischen, technischen und wirtschaftlichen Fragen des Filmwesens im Verlag Wilhelm Knapp. Die Zeitschrift konnte auch noch nach der Machtübergabe an die Nationalsozialisten 1933 erscheinen und wurde 1936 eingestellt. 
Kraszna-Krausz emigrierte 1937 nach Großbritannien, wo er den Verlag Focal Press gründete. Eines der ersten verlegten Bücher war 1938 das von W. D. Emanuel und F. L. Dash geschriebene The All-in-One Camera Book, das hohe Auflagen erzielte. Neben technischen Handbüchern erschienen Bildbände und auch Fotobände mit Bildern aus den Anfängen der Fotografie im 19. Jahrhundert.
Kraszna-Krausz verlegte 1200 Titel über Fotografie, Film, Rundfunk und Fernsehen mit einer Gesamtauflage von über 50 Millionen Exemplaren. Die Eigentumsrechte am Verlag gingen in den 1960er Jahren an Pitman Publishing, Kraszna-Krausz blieb aber Verlagsleiter bis zum Jahr 1978, als der Verlag von Butterworth übernommen wurde.  
Kraszna-Krausz erhielt 1979 den Kulturpreis der Deutschen Gesellschaft für Photographie und 1989 einen Ehrendoktor der University of Bradford. 1982 gründete er die Kraszna-Krausz Foundation, die Foto- und Filmbücher mit einem jährlichen Preis fördert. 

## Schriften (Auswahl)
- (Hrsg.): Curt Emmermann; Guido Seeber; Konrad Wolter: Kurble! Ein Lehrbuch des Filmsports. Halle (Saale): W. Knapp, 1929
- Four Films from Germany, in: Close up, 1932, S. 39–45 PDF, bei Commons
- (Hrsg.): Walter Nurnberg: Lighting for Photography. Means and Methods. London: Focal Press, 1940[1]
- (Hrsg.): Photography as a career, survey of the present and guide to the future. London: Focal Press, 1944
- All about composition and your camera. London: Focal Press, 1945
- (Hrsg.): The Focal encyclopedia of photography. London : Focal Press, 1975